# شیرجه در المپیک تابستانی ۱۹۳۶
شیرجه در بازی‌های المپیک تابستانی ۱۹۳۶ نام رویداد ورزش شیرجه در بازی‌های المپیک تابستانی بود که در سال ۱۹۳۶ برگزار شد.

## جدول مدال‌ها
| رتبه  | کشور                | طلا | نقره | برنز | مجموع |
| ۱     | ایالات متحده آمریکا | ۴   | ۴    | ۲    | ۱۰    |
| ۲     | آلمان               | ۰   | ۰    | ۲    | ۲     |
|       |                     |     |      |      |       |
| مجموع | مجموع               | ۴   | ۴    | ۴    | ۱۲    |

## کشورهای شرکت کننده
- استرالیا (۱) (مردان:۱ زنان:۰)
- اتریش (۳) (مردان:۱ زنان:۲)
- کانادا (۳) (مردان:۱ زنان:۲)
- چکسلواکی (۳) (مردان:۳ زنان:۰)
- دانمارک (۲) (مردان:۰ زنان:۲)
- مصر (۴) (مردان:۴ زنان:۰)
- فنلاند (۱) (مردان:۱ زنان:۰)
- فرانسه (۲) (مردان:۱ زنان:۱)
- آلمان (۱۱) (مردان:۵ زنان:۶)
- بریتانیای کبیر (۶) (مردان:۲ زنان:۴)
- مجارستان (۲) (مردان:۲ زنان:۰)
- ایتالیا (۳) (مردان:۳ زنان:۰)
- ژاپن (۵) (مردان:۲ زنان:۳)
- مکزیک (۱) (مردان:۱ زنان:۰)
- هلند (۱) (مردان:۱ زنان:۰)
- نروژ (۳) (مردان:۱ زنان:۲)
- پرو (۱) (مردان:۱ زنان:۰)
- سوئد (۳) (مردان:۱ زنان:۲)
- سوئیس (۳) (مردان:۲ زنان:۱)
- ایالات متحده آمریکا (۱۰) (مردان:۵ زنان:۵)
- یوگسلاوی (۱) (مردان:۱ زنان:۰)